# 紅色手指
《紅色手指》，簡體中文版譯作《紅手指》，是日本推理作家東野圭吾的長篇推理小說，也是「加賀恭一郎系列」的第七本小說。《紅色手指》單行本於2006年由講談社發行，2007年發行了講談社文庫版。
2011年1月3日播放了改編的同名電視連續劇SP，由一貫飾演加賀的阿部寬主演。

## 出版書籍
| 出版社       | 出版日期      | 格式   | 頁數  | ISBN                   | 譯者   |
| ------------ | ------------- | ------ | ----- | ---------------------- | ------ |
| 講談社       | 2006年7月25日 | 單行本 | 278頁 | ISBN 978-4-06-213526-9 | 不適用 |
| 朝鮮 (地區)  | 2007年7月20日 | 平裝書 | 300頁 | ISBN 978-897-275394-0  |        |
| 泰国         | 2008年10月    | 平裝書 | 272頁 | ISBN 978-974-287-056-0 |        |
| 講談社       | 2009年8月12日 | 文庫本 | 308頁 | ISBN 978-4-06-276444-5 | 不適用 |
| 獨步文化     | 2011年3月3日  | 平裝書 | 272頁 | ISBN 978-986-656-283-9 | 劉姿君 |
| 南海出版公司 | 2011年11月1日 | 平裝書 | 211頁 | ISBN 978-754-425589-9  | 于壯   |

## 書籍評價
- 2006年 週刊文春推理小說Best 10　第4名
- 東野圭吾重要作品 無限接近完美的男人——加賀恭一郎第7部[1]
- 3個月銷售100萬冊[1]
- 榮獲日本紀伊國屋“年度最佳圖書”[1]
- 東野圭吾的粉絲網站五星好評[1]
- 讀東野小說，第一次想大哭一場！[1]
- 《紅色手指》是加賀恭一郎系列中我最喜歡的故事，敏銳地描繪了普通家庭的“身邊問題”。—— 阿部寬（加賀飾演者）[1]

## 故事簡介
在辦公室加班的前原昭夫，收到妻子八重子打電話來想他早點回去。但對前原來說，「家庭」已變成一個很難給他安逸寧靜感覺的地方了，妻子八重子不斷抱怨忍受不了和婆婆同住，獨生子直巳又不合群。急忙趕回家的前原，卻發現自家庭院裡的一個黑色袋子中，居然裝著被自己的獨生子殺害的小女孩的屍體……為了兒子，前原決定隱瞞一切。而在警方的緊密追查下，卻不得不以李代桃僵之計企圖矇混過關，然而破綻卻出現在紅色的手指上。

## 登場人物
主要角色請參見。
前原 昭夫（Maehara Akio）
47歲。在一家照明器材製造公司裡工作，和妻子八重子、獨生子直巳和母親一起生活。
前原 八重子（Maehara Yaeko）
42歲。前原昭夫的妻子，和婆婆關係惡劣，但對兒子直巳卻非常溺愛。
前原 直巳（Maehara Naomi）
14歲。前原夫婦的獨生子，中學三年級。從小學開始就一直被人欺負，是一個御宅族，擁有很多美少女動畫「超級公主」的模型公仔。
前原 章一郎（Maehara Shouichirou）
前原昭夫已故的父親。
前原 政惠（Maehara Masae）
前原昭夫的母親，八重子的婆婆，直巳的奶奶。
田島 春美（Tajima Harumi）
前原昭夫的妹妹，夫家姓「田島」。
春日井 優菜（Kasugai Yuuna）
小學二年級學生。被捏住脖子窒息致死，其遺體在公園的男廁被發現。
春日井 忠彦（Kasugai Tadahiko）
優菜的父親。
春日井 奈津子（Kasugai Natsuko）
優菜的母親。

## 電視劇
於2011年1月3日的21:00〜23:24（JST）在TBS系列播放單集電視劇特別篇。標題為「東野圭吾Mystery 新春電視劇特別企劃 紅色手指～『新參者』加賀恭一郎再次登場！」。主演是在2010年4月〜6月間在同電視台的週日劇場播放的「新參者」裡同樣飾演加賀恭一郎的阿部寬。此外，一部分「新参者」的演員和製作人員也參與製作本劇。本作故事發生在「新参者」時點的約兩年前。
本劇宣傳語是「在平凡家庭裡發生的兩天悲劇。」。
本劇完結後，早早地發布了加賀恭一郎系列的最新作（第九作）的標題名為《麒麟之翼》。

### 主演
- 加賀恭一郎 - 阿部寛

日本橋署警部補（現在），兩年前為練馬西署巡查部長。
- 青山亞美 - 黑木美沙

地方雜誌《Doll Town》的記者（現在），兩年前是新人記者。恭一郎所讀大學的茶道部的學妹。
警視廳捜査一課
- 松宮修平 - 溝端淳平

警視廳捜査一課的警察，恭一郎的表弟。和「新參者」不同，雖然和原作一樣稱恭一郎為「恭哥」，但說話時使用了敬語。
- 佐藤 - 兒嶋一哉（UNJASH）

警視廳捜査一課的警察。
- 小林主任 - 松重豐

警視廳捜査一課的捜査本部主任。
前原家
- 前原昭夫 - 杉本哲太
- 前原八重子 - 西田尚美
- 前原直巳 - 泉澤祐希
- 前原政惠 - 佐佐木澄江
- 大森春美 - 富田靖子
- 前原章一郎（回想） - 橘家二三藏
- 年輕的前原政惠（回想） -  辻忍
- 少年時代的前原昭夫（回想） - 服部唯人
- 年幼的前原昭夫（回想） - 鈴木福
- 年幼的前原春美（回想） - 末永心羽

春日井家
- 春日井忠彦 - 瀧藤賢一
- 春日井奈津子 - 飯沼千惠子
- 春日井優菜 - 石井香帆

其他
- 金森登紀子 - 田中麗奈（特別演出）

負責照顧隆正的護士。
- 加賀隆正 - 山崎努

恭一郎的父親，修平的舅舅。以前曾是警察。
- 松宮克子 - 宮下順子

隆正的妹妹，修平的母親，恭一郎的姑姑。
- 太田 - 森永卓郎

前原家附近的居民。
- 前原昭夫的同事 - 温水洋一
- 跑步的男人 - 螢雪次朗

在銀杏公園的廁所裡發現優菜的遺體。
- 新聞播報員 - 江藤愛（TBS新聞播報員）
- 葛餅屋店員 - 田中美奈實（TBS新聞播報員）

### 製作人員
- 原作：東野圭吾《紅色手指》（講談社刊）
- 脚本：櫻井武晴、牧野圭祐
- 企劃：那須田淳
- 製作人：伊與田英德
- 演出：土井裕泰
- 製作著作：TBS

### 主題歌
- 山下達郎「街物語（まちものがたり）」（日本華納音樂）

## 外部連結
- （日語）
- （日語）http://www.tbs.co.jp/shinzanmono/akaiyubi/ （页面存档备份，存于）
- （简体中文）豆瓣讀書：紅色手指 （页面存档备份，存于）
- （简体中文）卓越亞馬遜：紅色手指